# دختران گمشده (رمان گرافیکی)
دختران گمشده (انگلیسی: Lost Girls) یک رمان گرافیکی نوشته آلن مور و تصویرگری ملیندا گبی است که ماجراهای سه شخصیت داستانی زن در اواخر قرن نوزدهم و اوایل قرن بیستم را به تصویر می‌کشد: آلیس از ماجراهای آلیس در سرزمین عجایب لوئیس کارول و در گذر از نگاه کردن. دوروتی گیل از جادوگر شهر اوز اثر ال. فرانک بام و وندی دارلینگ از پیتر و وندی اثر جی. ام بری. آن‌ها در سال ۱۹۱۳ در بزرگسالی با یکدیگر ملاقات می‌کنند و برخی از ماجراهای وابسته به عشق خود را با یکدیگر شرح می‌دهند.

## خلاصه
آلیس از آلیس در سرزمین عجایب و آن‌سوی آینه (اکنون با موهای خاکستری و به نام "خانم فیرچایلد")، دوروتی از جادوگر شهر اُز (اکنون در ۲۰ سالگی) و وندی از پیتر و وندی (اکنون ۳۰ ساله است) و با مردی ۵۰ ساله به نام هارولد پاتر ازدواج کرده‌است) در آستانه جنگ جهانی اول (۱۹۱۳–۱۹۱۴) از استراحتگاه کوهستانی گران‌قیمت در اتریش بازدید می‌کنند. زنان به‌طور اتفاقی با هم ملاقات می‌کنند و شروع به گفتن داستان‌هایی از گذشته خود می‌کنند. داستان‌ها بر اساس دنیای فانتزی دوران کودکی این سه زن است:
- وندی دارلینگ. گریزهای جنسی وندی زمانی شروع می‌شود که او با پسر نوجوان بی‌خانمانی به نام پیتر و خواهرش آنابل در باغ کنزینگتون آشنا می‌شود. پیتر وندی و برادرانش را در خانه دنبال می‌کند و به آنها بازی‌های جنسی آموزش می‌دهد و خواهران و برادران جلسات منظمی را با پیتر و گروه پسران بی‌خانمانش در پارک برای رابطه جنسی آغاز می‌کنند. این برخوردها توسط کاپیتان، یکی از همکاران پدر وندی، که بعداً پیتر را به عنوان یک فاحشه مرد استخدام می‌کند و به طرز وحشیانه‌ای به آنابل تجاوز می‌کند، تماشا می‌شود. او به وندی حمله می‌کند که با ترس از پیری روبرو می‌شود و فرار می‌کند. او فقط یک بار دیگر پیتر را می‌بیند که در ایستگاه قطار در حال حرکت است. او با هارولد پاتر بسیار مسن‌تر ازدواج می‌کند که از نظر جنسی با او ناسازگار است.
- دوروتی گیل. در حالی که در طی یک طوفان در خانه خود به دام افتاده‌است، شروع به خودارضایی می‌کند و اولین ارگاسم خود را در سن پانزده سالگی تجربه می‌کند. او با سه دست مزرعه که از آن‌ها به عنوان مرد حصیری، شیر ترسو و مرد حلبی یاد می‌کند، برخورد جنسی دارد. او در بیشتر داستان‌هایش به «خاله» و «عمویش» اشاره می‌کند که بعداً اعتراف می‌کند که نامادری و پدرش هستند که به امور او پی می‌برند. پدرش او را به بهانه درخواست کمک روانی به شهر نیویورک می‌برد، اما زمانی که آن‌ها در شهر هستند بارها با او رابطه جنسی برقرار می‌کند. دوروتی به خاطر دردی که برای نامادری‌اش ایجاد کرده‌اند، احساس گناه می‌کند و برای سفر دنیا را ترک می‌کند.
- آلیس فیرچایلد. آلیس در چهارده سالگی مجبور به رابطه جنسی با دوست پدرش می‌شود که با خیره شدن به آینه و تصور اینکه دارد با خودش رابطه جنسی دارد تحمل می‌کند. در یک مدرسه شبانه‌روزی دخترانه، آلیس بسیاری از همکلاسی‌هایش را متقاعد می‌کند که با او بخوابند. معلمی که به آلیس پیشنهاد شغلی به عنوان دستیار شخصی (و اسباب بازی جنسی) می‌دهد، وقتی او کار در مدرسه را ترک می‌کند. کارفرمای آلیس با آقای ردمن ازدواج می‌کند، اما شروع به میزبانی میهمانی‌های جنسی لزبین‌های عجیب و غریب و مواد مخدر می‌کند. آلیس به تریاک معتاد می‌شود و دختر جوانی به نام لیلی را تماشا می‌کند که در میان بسیاری دیگر مورد سوء استفاده قرار می‌گیرد. وقتی خانم ردمن به لیلی دستور می‌دهد که در یک مهمانی شام مخفیانه روی آلیس زیر میز کونیلینگوس انجام دهد، آلیس اسرار کارفرمایش را در معرض دید مهمانان قرار می‌دهد. خانم ردمن آلیس را دیوانه اعلام کرد و او را در یک بیمارستان روانی قرار دادند که در آنجا توسط کارکنان به‌طور سیستماتیک مورد تجاوز قرار می‌گیرد. آلیس پس از آزادی زندگی جنسی بسیار فعال خود و مصرف مواد مخدر را از سر می‌گیرد. او که خانواده‌اش از او طرد شده‌است، به آفریقا نقل مکان می‌کند تا یک معدن الماس متعلق به خانواده را اداره کند.

علاوه بر فلاش بکهای وابسته به عشق سه زن، این رمان گرافیکی برخوردهای جنسی بین زنان و سایر مهمانان و کارکنان هتل را به تصویر می‌کشد. ماجراهای وابسته به عشق در پس‌زمینه رویدادهای فرهنگی و تاریخی نگران کننده آن دوره، مانند اولین نمایش «آیین بهار» اثر ایگور استراوینسکی و ترور آرشیدوک فرانتس فردیناند اتریش، اتفاق می‌افتد. رمان گرافیکی با تخریب آینه آلیس توسط سربازان آلمانی که هتل را به آتش می‌کشند به پایان می‌رسد.

## اهمیت ادبی و استقبال
مور یکی از تحسین شده‌ترین نویسندگان در زمینه کتاب‌های مصور است و انتشار این اثر بازتاب گسترده‌ای در رسانه‌های صنعت داشت. علی‌رغم قیمت ۷۵ دلار آمریکا، دو تیر اول کتاب هر کدام ۱۰٬۰۰۰ نسخه در سطح توزیع‌کننده در روز انتشار به فروش رفت و فروش ایالات متحده در پایان سال ۲۰۰۷ به ۳۵٬۰۰۰ نسخه رسید.

## تاریخچه انتشار
شش فصل اول دختران گمشده در ابتدا در مجله گلچین تابو منتشر شد که در سال۱۹۹۱ با تابو شماره ۵ شروع شد. چاپ تاندرا چاپ سینک آشپزخانه بعداً فصل‌های تابو را به عنوان دو جلد مجزا تجدید چاپ کرد که شامل تمام فصل‌های منتشر شده قبلی است. یک سریال ده شماره‌ای در یک نقطه برنامه ریزی شده بود، اما مور و گیبی در عوض تصمیم گرفتند برای اتمام آن وقت بگذارند، سپس آن را به عنوان یک محصول نهایی به شرکت‌های مختلف عرضه کنند. در نهایت تاپ شلف به عنوان ناشر انتخاب شد و در یک مقطع قرار بود محصول نهایی در اواخر سال ۲۰۰۳ یا اوایل سال ۲۰۰۴ منتشر شود. بعداً تاپ شلف قصد داشت آن را در سال ۲۰۰۵ در کامیک-کان سن دیگو در ایالات متحده عرضه کند، اما به دلیل طراحی گرافیکی بیش از حد انتظار طول کشید، در عوض در کنوانسیون جولای ۲۰۰۶ منتشر شد. در بریتانیا این کتاب در ۱ ژانویه ۲۰۰۸ منتشر شد و توسط مور و گیبی در مراسم معرفی کتاب در لندن در ۲ ژانویه عرضه شد.